# Заршуён
Заршуён, или Заршуёнский джамоат (тадж. Ҷамоати деҳоти Заршӯён; до 21 июня 2021 года — джамоат Сангвор) — административная единица, сельская община (джамоат) в районе Сангвор — района республиканского подчинения Таджикистана Таджикистан.
Расположена в высокогорном районе в долине реки Обихингоу (Хингоб), в долине Вахио, близ Таджикского национального парка, на северных склонах Дарвазского хребта.
Административный центр общины — село Миёнаду. Расстояние от общины до центра района — 45 км.
В состав сельской общины входят 16 сельских населённых пунктов, общей численностью населения — 4758 человек (по состоянию на 2015 год; 5006 человек — в 2017 году).
Сёла в составе джамоата: Арганкул, Дараи-Саркорон, Дараи-Себак, Дараи-Хайрон, Джур, Звай, Лайрон, Лухарви, Миёнаду, Пунарвог, Убараазоб, Хирз, Хипшон, Шитиён, Шплюн, Юфан.
Граничит с джамоатами Вахдат и Вахиё района Сангвор, районом Лахш, Таджикабадским районом РРП и Дарвазским районом ГБАО.

## История
29 марта 2012 года за счёт разукрупнения дехота (джамоата) Сангвор был образован дехот Вахдат с центром в селе Лоджург. В него вошли сёла Говд, Алисурхон, Нусони, Лангар, Лоджург, Сарха, Хубон, Сикад, Рога, Арзинг, Сангвор и Найгуфт дехота Сангвор.
В 2021 году Сангворский джамоат был переименован в Заршуёнский джамоат.